# Záhada s paní Vartabedianovou
Záhada s paní Vartabedianovou je desátý díl druhé řady amerického televizního seriálu Teorie velkého třesku. V této epizodě hostuje Sara Rue. Režisérem epizody je Mark Cendrowski.

## Děj
Stephanie (Sara Rue) se nenápadně a postupně stěhuje do bytu Leonarda a Sheldona, ačkoliv prvně jmenovaný si ničeho nevšiml. Sheldon má pocit, že má tinnitus a prosí Stephanii, aby jej prohlédla. Penny si mezitím všímá, co Stephanie dělá a ukáže Leonardovy všechny změny v jeho pokoji, které on přehlíží. Díky tomu, že mu Stephanie koupí nové oblečení, které se mu nelíbí, nakonec sám dospěje k tomu, že na jeho vkus vztah probíhá příliš rychle. Několikrát se ji pokusí z bytu dostat, pokaždé se ale naléhání změní v sex. Mezitím si Sheldon myslí, že tinnitus neustoupil a nechá se vyšetřit v nemocnici. Stephanie mu později namluví, že nemá v pořádku hrtan a radí mu, aby nemluvil, což potěší Leonarda.

## Obsazení
| Johnny Galecki | Leonard Hofstadter |
| Jim Parsons    | Sheldon Cooper     |
| Kaley Cuoco    | Penny              |
| Simon Helberg  | Howard Wolowitz    |
| Kunal Nayyar   | Raj Koothrappali   |
| Sara Rue       | Stephanie Barnett  |